# 5月25日 (旧暦)
旧暦5月25日は、旧暦5月の25日目である。六曜は大安である。

## できごと
- 嘉応2年（ユリウス暦1170年7月10日） - 奥州の藤原秀衡が朝廷から鎮守府将軍に任命される
- 正慶2年/元弘3年（ユリウス暦1333年7月7日） - 北朝の光厳天皇が南朝の後醍醐天皇に譲位し一旦南北朝が合一
- 正慶5年/延元元年（ユリウス暦1336年7月4日） - 湊川の戦い。足利尊氏が楠木正成を破る。正成は一族とともに自害

## 誕生日
- 嘉吉2年（ユリウス暦1442年7月3日） - 後土御門天皇、103代天皇（+ 1500年）
- 承応3年（グレゴリオ暦1654年7月9日） - 霊元天皇、112代天皇（+ 1732年）
- 天明2年（グレゴリオ暦1782年7月5日） - 会沢正志斎、水戸藩の儒学者（+ 1863年）

## 忌日
- 康保4年（ユリウス暦967年7月5日） - 村上天皇、62代天皇（* 926年）
- 正慶5年/延元元年（ユリウス暦1336年7月4日） - 楠木正成、武将（* 1294年）